# Horst Gecks
Horst „Pille“ Gecks (* 18. September 1942 in Duisburg) ist ein ehemaliger deutscher Fußballspieler und derzeitiger -trainer. Er absolvierte von 1963 bis 1974 in der Fußball-Bundesliga 192 Spiele und erzielte 53 Tore.

## Laufbahn

### Jugend und Oberliga West – bis 1963
Horst „Pille“ Gecks, aufgewachsen in Mittelmeiderich, spielte mit 15 Jahren noch Handball und kam erst als 16-Jähriger in die Jugendabteilung vom Meidericher SV. Seine Zweikampfgeschicklichkeit am Kreis transportierte der Ballkünstler – „Pille“ brachte in der Bundesliga bei 1,78 m Größe 64 kg auf die Waage – im Fußball in filigrane Dribblingkunst am Flügel um, wobei er die gegnerischen Verteidiger oftmals zu „Slalomstangen“ degradierte. Obwohl er am Anfang seiner fußballerischen Laufbahn nicht mit letzter Konsequenz und Ernsthaftigkeit seinen Einstand als Vertragsfußballer betrieb, feierte er in der letzten Runde der Fußball-Oberliga West, 1962/63, sein Debüt im Oberligateam der „Zebras“. Trainer Willi Multhaup setzte den Mann aus der eigenen Jugend- und Amateurmannschaft in sechs Spielen in der Oberliga ein. Darunter auch am 4. Mai 1963 beim 2:1 siegreichen Lokalderby gegen Hamborn 07 wo Stopper „Pitter“ Danzberg in der 90. Spielminute der Siegtreffer glückte und Meiderich vom sechsten auf den vierten Rang nach vorne kletterte. Als Tabellendritter wurde der Meidericher SV am Rundenende für die neue Fußball-Bundesliga ab der Saison 1963/64 nominiert. Das Gerüst der damaligen „Zebra“-Mannschaft stellten neben Gecks überwiegend weitere Spieler aus Meiderich – Dieter Danzberg, Werner Lotz, Manfred Müller, Ludwig Nolden, Günter Preuß, Hartmut Heidemann, Werner Krämer, Heinz Versteeg – und Gecks meint rückblickend dazu:

„Wir liefen uns ständig auf der Straße über den Weg.“

### Bundesliga mit Meiderich – bis 1969
Am fünften Spieltag, den 21. September 1963, debütierte „Pille“ beim 1:1-Remis in Bremen in der Fußball-Bundesliga. Trainer Rudi Gutendorf musste Helmut Rahn nach dessen Platzverweis am vierten Spieltag im Angriff ersetzen und baute deshalb Gecks am linken Flügel ein. Zur überraschenden Vizemeisterschaft in der Saison 1963/64 steuerte „Pille“ in zwölf Einsätzen fünf Treffer bei. Mit Trainer Hermann Eppenhoff wurde in der Weltmeisterschaftssaison 1966 der achte Rang erreicht – Gecks kam auf 20 Ligaspiele mit sieben Toren – und nach Erfolgen gegen Schalke 04, Karlsruher SC und den 1. FC Kaiserslautern Einzug in das DFB-Pokal-Finale gehalten. In der Bundesliga wie auch im Pokal agierte Gecks in dieser Runde zumeist am linken Flügel, da mit Carl-Heinz Rühl ein torgefährlicher Rechtsaußen zu den „Zebras“ gekommen war. Das Endspiel am 4. Juni 1966 in Frankfurt am Main gewann der FC Bayern München mit 4:2 Toren, nachdem die Torjägerhoffnung Rüdiger Mielke in der 28. Minute den MSV mit 1:0 in Führung geschossen hatte. In den zwei Runden 1967/68 und 1968/69 absolvierte „Pille“ Gecks alle 68 Bundesligaspiele für die „Zebras“ und zeichnete sich auch noch als 20-facher Torschütze aus. Gemeinsam mit Rainer Budde sorgte er jetzt in erster Linie für Treffer der Niederrhein-Elf. Von 1963 bis 1969 waren es insgesamt 41 Tore, „weil wir immer so viel Späßken hatten“, meinte Gecks dazu. Die hoffnungsvolle Offensivstärke des Pokalfinalisten von 1966 war aber nicht mehr vorhanden. Werner Krämer und Carl-Heinz Rühl waren 1967 zum Hamburger SV beziehungsweise 1. FC Köln abgewandert, Heinz van Haaren fand 1968 den Weg nach Schalke und der junge Torjäger Rüdiger Mielke musste nach einer schweren Knieverletzung in der Saisonvorbereitung 1966/67 seine noch am Anfang befindliche Karriere beenden. „Pille“ Gecks, er hatte 1966 ein Vertragsangebot des FC Bayern München ausgeschlagen, unterschrieb 1969 nach 139 Bundesligaspielen mit 41 Toren für den MSV Duisburg einen Vertrag bei Kickers Offenbach und wechselte in die Fußball-Regionalliga Süd. Der DFB hatte den Dribbler am Flügel 1964 und 1965 in zwei Länderspielen der Juniorennationalmannschaft U-23 gegen die Tschechoslowakei und England an der Seite von Günter Netzer, Hartmut Heidemann, Sigfried Held und Hannes Löhr zum Einsatz gebracht. Mit dem Bundesligaspiel am 7. Juni 1969 im heimischen Wedau-Stadion beim 0:0-Unentschieden gegen den Hamburger SV verabschiedete er sich vom Niederrhein und zog an den Bieberer Berg.

### Offenbach – 1969 bis 1972
Kickers-Präsident Horst Gregorio Canellas hatte nach dem Bundesligaabstieg 1969 eine vierfache Anleihe aus dem Weisweilerischen Talente-Kader mit den Kremers-Zwillingen, Winfried Schäfer und Klaus Winkler durchgeführt und dazu noch den anerkannten Bundesligastürmer Horst Gecks aus Meiderich verpflichtet. Tatsächlich holte sich der OFC vor dem Karlsruher SC und dem 1. FC Nürnberg die Meisterschaft in der Regionalliga Süd und zog in die Bundesliga-Aufstiegsrunde ein. Gecks hatte 36 Spiele absolviert und 17 Tore erzielt. Da Trainer-Routinier Paul Oßwald aus gesundheitlichen Gründen im November 1969 sein Amt zur Verfügung stellen musste, übernahm Zlatko Čajkovski ab Januar 1970 die Trainingsleitung und führte die Kickers auch erfolgreich durch die Aufstiegsrunde. Der impulsive Kickers-Präsident holte für die Bundesligaserie 1970/71 aber den jungen Trainer Aki Schmidt zum Bieberer Berg.
Durch einen extremen Winter und die Fußballweltmeisterschaft 1970 im Sommer 1970 in Mexiko wurde der DFB-Pokal 1969/70 ab dem Achtelfinale unmittelbar vor dem Rundenstart 1970/71 ausgetragen. Die Offenbacher Aufstiegstruppe – das letzte Aufstiegsspiel gewannen die Hessen am 24. Juni 1970 im eigenen Stadion mit 4:1 Toren gegen den FK Pirmasens – setzte sich am 30. Juli mit einem 2:1-Sieg nach Verlängerung gegen Borussia Dortmund im Achtelfinale durch. Es folgte ein 3:0-Auswärtserfolg im Derby gegen Eintracht Frankfurt und im Halbfinale ein 4:2-Erfolg nach Verlängerung gegen den 1. FC Nürnberg und damit stand Offenbach acht Wochen nach dem Aufstieg am 29. August in Hannover im DFB-Pokalfinale. Gegner war der favorisierte 1. FC Köln mit den Nationalspielern Manfred Manglitz, Wolfgang Weber, Heinz Flohe, Wolfgang Overath und Hannes Löhr. Zum Zeitpunkt des Pokalendspiels hatte Offenbach in der Bundesliga bereits zwei Spiele ausgetragen – 0:2-Niederlage in Mönchengladbach und 2:1-Heimsieg am 22. August gegen Werder Bremen mit einem Gecks-Tor – und versuchte es im Finale mit einer 4-4-2-Formation. Aus dem dichten Mittelfeld heraus mit Roland Weida, Helmut Schmidt, Winfried Schäfer und Walter Bechtold sollten die zwei Konterstürmer Klaus Winkler und „Pille“ Gecks für Unruhe in der Kölner Abwehr sorgen. Die Taktik ging auf: In der 24. Minute brachte Winkler den OFC in Führung und nach dem Seitenwechsel agierte die Mannschaft von Trainer Ernst Ocwirk im Mittelfeld viel zu umständlich und war anfällig für Konter. In der 63. Minute lief „Pille“ Gecks seinem Gegenspieler Werner Biskup in einem 60-Meter-Sprint auf und davon, umkurvte auch Keeper Manfred Manglitz und erzielte das 2:0 für den OFC.
Dem Hoch folgte in Offenbach unabänderlich das Tief. Trainernovize Alfred Schmidt wurde bereits am 28. September durch Gutendorf ersetzt und „Riegel-Rudi“ erfuhr am 24. Februar 1971 die Ablösung durch Kuno Klötzer. Am 33. Spieltag stand Offenbach mit 27:39 Punkten auf dem rettenden 15. Platz – ein Punkt hinter dem Trio Stuttgart, Dortmund und Frankfurt – punktgleich mit Bielefeld und ein Punkt vor Oberhausen. Das Abstiegsfinale am 5. Juni 1971 war nicht nur spannend, sondern auch unheilvoll. Sowohl Oberhausen (Punktgewinn in Braunschweig) als auch Bielefeld (Sieg beim Tabellendritten Hertha BSC) fuhren sensationelle Punkte ein, wodurch der fassungslose OFC auf Platz 17 stürzte. Gecks hatte 33 Spiele absolviert und acht Tore in der Runde erzielt. Er war auch in den zwei Europapokalspielen gegen den FC Brügge in der Vorrunde aktiv gewesen.
All der sportliche Glanz dieser an Höhepunkten reichen Saison wurde in den Schatten gestellt, als Offenbachs Präsident Canellas am Tag nach dem Liga-Finale zur Pressekonferenz lud und dort mittels Tonbandaufzeichnungen Beweise über „verkaufte“ Spiele vorlegte. In der Bundesliga waren gegen Bargeld Spiele manipuliert worden.
Gecks blieb auch nach dem Abstieg in Offenbach und machte sich daneben noch als Hobby-Spielervermittler nützlich, als er seinen Freund Erwin Kostedde von Standard Lüttich nach Offenbach vermittelte. Da auch noch Sigfried Held, Fred Bockholt und Hans Schmidradner nach Offenbach kamen, war der Gewinn der Meisterschaft in der Regionalliga Süd für Trainer Kuno Klötzer Pflicht und das Durchsetzen in der Aufstiegsrunde wurde auch erwartet. Mannschaft und Trainer hielten dem Druck stand – Rot-Weiss Essen machte es aber in der Aufstiegsrunde der Elf vom Bieberer Berg sehr schwer und scheiterte nur durch das schlechtere Torverhältnis – und kehrten in die Bundesliga zurück. Gecks hatte 33 Spiele in der Regionalliga absolviert und an der Seite von Erwin Kostedde (27 Tore) auch 13 Tore zur Meisterschaft beigesteuert. Nach dem zweiten Bundesligaaufstieg mit Offenbach kehrte „Pille“ Gecks nach insgesamt 119 Pflichtspielen mit 43 Toren wieder in den Westen zurück und unterschrieb zur Runde 1972/73 einen Vertrag bei Rot-Weiss Essen in der Regionalliga West.

### Essen – 1972 bis 1975
Die Mannschaft von der Hafenstraße holte sich mit 104:40 Toren und drei Punkten Vorsprung vor Vizemeister SC Fortuna Köln 1973 mit Trainer Horst Witzler die Meisterschaft. Der Offensivkraft der Spieler Willi Lippens, Dieter Bast, Günter Fürhoff und Gecks – 31 Regionalligaspiele mit elf Toren – war im Westen kein Gegner gewachsen. In der Aufstiegsrunde setzte sich der Erfolgszug von RWE fort. Mit 14:2 Punkten wurde der Aufstieg in die Bundesliga perfekt gemacht. „Pille“ war in sechs Spielen mit drei Treffern daran beteiligt und stieg zum dritten Mal mit einer Mannschaft in die Bundesliga auf.
Der Aufsteiger ersetzte Trainer Witzler bereits zum 28. September 1973 mit dem bisherigen Spieler Diethelm Ferner und belegte am Rundenende den 13. Rang. Gecks hatte nochmals 20 Spiele in der Bundesliga absolviert und dabei vier Tore erzielt. Nach der Saison beendete er nach insgesamt 192 Bundesligaeinsätzen und 53 Toren seine Karriere in der höchsten deutschen Liga.
Er hängte 1974/75 noch beim Lokalrivalen vom Uhlenkrug, Schwarz-Weiß Essen, eine Saison in der 2. Fußball-Bundesliga Nord an. An der Seite der Mannschaftskameraden Hans Wulf, Holger Trimhold, Franz-Josef Laufer und Hans Fritsche absolvierte der Routinier 30 Spiele und SWE belegte den zwölften Platz. Sein letztes Spiel im Profifußball bestritt „Pille“ Gecks am 15. Juni 1975 beim 4:1-Heimerfolg gegen den VfL Osnabrück, wo er nochmals am rechten Flügel stürmte.

## Amateurlager und Trainer
Ab der Runde 1975/76 übte er die Position des Spielertrainers bei Blau-Weiß Wulfen aus. Es schloss sich die Station beim Kevelaerer SV an, wo er auch seine aktive Spielerlaufbahn beendete. Bis 2012 war Gecks in mehreren Zeiträumen Trainer des Kevelaerer SV und des SV Viktoria Winnekendonk.